# 김진오 (배우)
김진오는 대한민국의 탤런트이다. 태조 왕건에서 기침 소리를 내어 철퇴맞는 신하를 연기한 것으로 많이 알려져 있다. 그 외 표창장도 많이 받았다. 최근 너튜브 중 하나인 근황올림픽을 통해 근황이 알려졌다.

## 출연작

### 드라마
- 1977년 KBS 전설드라마 전설의 고향
- 1991년 KBS 대하드라마 여명의 그날 - 일본군 역
- 2000년 KBS 대하드라마 태조 왕건 - 김대인 역
- 2003년 KBS 대하드라마 무인시대 - 금나라 사신단/신료, 가짜 역관 역